# Félix Pérez-Doyle
Félix Alejandro Pérez-Doyle (Liverpool, 26 de septiembre de 2002) es un futbolista inglés que juega como defensa central en el Hong Kong F. C. de la Liga Premier de Hong Kong.

## Trayectoria

### SoccerViza F. C.
El 27 de noviembre de 2021, Félix fue fichado por el SoccerViza F. C..

### Hong Kong F. C.
El 18 de agosto de 2023, fue fichado por el Hong Kong F. C. El 15 de octubre, debutó en la competición Sapling Cup, contra el Tai Po FC, disputando la totalidad de minutos en la derrota 2-1.

### North District F. C.
El 15 de agosto de 2024, se oficializó su fichaje al North District F. C..

### Hong Kong F. C.
El 3 de enero de 2025, se oficializó su fichaje al Hong Kong F. C..

## Estadísticas

### Clubes
Actualizado al último partido jugado el 10 de mayo de 2025.
| Club                           | Div.          | Temporada     | Liga  | Liga  | Liga   | Copas nacionales | Copas nacionales | Copas nacionales | Copas internacionales | Copas internacionales | Copas internacionales | Total | Total | Total  |
| Club                           | Div.          | Temporada     | Part. | Goles | Asist. | Part.            | Goles            | Asist.           | Part.                 | Goles                 | Asist.                | Part. | Goles | Asist. |
| ------------------------------ | ------------- | ------------- | ----- | ----- | ------ | ---------------- | ---------------- | ---------------- | --------------------- | --------------------- | --------------------- | ----- | ----- | ------ |
| SoccerViza F. C. · Costa Rica  |               |               |       |       |        |                  |                  |                  |                       |                       |                       |       |       |        |
| 3.ª                            | 2021-23       | 28            | 2     | 5     | —      | —                | —                | —                | —                     | —                     | 28                    | 2     | 5     |        |
| Total club                     | Total club    | 28            | 2     | 5     | 0      | 0                | 0                | 0                | 0                     | 0                     | 28                    | 2     | 5     |        |
| Hong Kong F. C. Hong Kong      |               |               |       |       |        |                  |                  |                  |                       |                       |                       |       |       |        |
| 1.ª                            | 2023-24       | 10            | 0     | 0     | 11     | 0                | 0                | —                | —                     | —                     | 21                    | 0     | 0     |        |
| Total club                     | Total club    | 10            | 0     | 0     | 11     | 0                | 0                | 0                | 0                     | 0                     | 21                    | 0     | 0     |        |
| North District F. C. Hong Kong |               |               |       |       |        |                  |                  |                  |                       |                       |                       |       |       |        |
| 1.ª                            | 2024-25       | 2             | 0     | 0     | —      | —                | —                | —                | —                     | —                     | 2                     | 0     | 0     |        |
| Total club                     | Total club    | 2             | 0     | 0     | 0      | 0                | 0                | 0                | 0                     | 0                     | 2                     | 0     | 0     |        |
| Hong Kong F. C. Hong Kong      |               |               |       |       |        |                  |                  |                  |                       |                       |                       |       |       |        |
| 1.ª                            | 2024-25       | 7             | 0     | 0     | 1      | 0                | 0                | —                | —                     | —                     | 8                     | 0     | 0     |        |
| Total club                     | Total club    | 7             | 0     | 0     | 1      | 0                | 0                | 0                | 0                     | 0                     | 8                     | 0     | 0     |        |
| Total carrera                  | Total carrera | Total carrera | 47    | 2     | 5      | 12               | 0                | 0                | 0                     | 0                     | 0                     | 59    | 2     | 5      |
| 1. Fuente:Transfermarkt        |               |               |       |       |        |                  |                  |                  |                       |                       |                       |       |       |        |